# Joseph Mazzello
Joseph Francis Mazzello III. (Rhinebeck, New York, 1983. szeptember 21. –) amerikai színész, rendező és forgatókönyvíró. 
Legismertebb szerepei közé tartozik Tim Murphy a Jurassic Park (1993) című filmben, Eugene Sledge az HBO The Pacific – A hős alakulat című 2010-es minisorozatában, Dustin Moskovitz a Social Network – A közösségi háló című életrajzi drámában, valamint a Queen basszusgitárosa, John Deacon megformálása a Bohém rapszódia című zenés életrajzi filmben.
2007-ben rendezőként debütált a  Matters of Life and Death című rövidfilmmel.

## Fiatalkora
Mazzello Rhinebeckben néven született New York államban, majd Hyde Park városban nőtt fel. Szülei Virginia (szül. Virginia Strong) és Ifj. Joseph Mazzello, édesapjának egy táncstúdiója volt. Van egy nővére, Mary, és egy öccse, John, akik mindketten szerepeltek filmekben. Az édesapja háromnegyed részben olasz, egynegyed részben német-zsidó származású, míg az édesanyjának ír és angol gyökerei vannak. 
Mazzello az Our Lady of Lourdes katolikus iskolába járt. A Dél-kaliforniai Egyetem öregdiákja, 2001-től a USC School of Cinematic Arts tanszék hallgatója volt, ahová Steven Spielberg rendező ajánlólevelével jutott be. Mazzello az iskolát a keresetéből fizette, amit Az elveszett világ: Jurassic Park (1997) című filmbéli rövid megjelenéséért kapott. Ezt a színész viccesen a Spielbergtől kapott ballagási ajándékként emlegette.

## Filmográfia

### Film
| Év   | Magyar cím                            | Eredeti cím                    | Szerep                             | Magyar hang     |
| ---- | ------------------------------------- | ------------------------------ | ---------------------------------- | --------------- |
| 1990 | Ártatlanságra ítélve                  | Presumed Innocent              | Wendell McGaffney                  | Jávor Dani      |
| 1992 | Radio Flyer – Repül a testvérem       | Radio Flyer                    | Bobby                              |                 |
| 1992 | Imádlak, Mr. Manhattan!               | Jersey Girl                    | Jason                              |                 |
| 1993 | Jurassic Park                         | Jurassic Park                  | Tim Murphy                         | Szőke András    |
| 1993 | Árnyékország                          | Shadowlands                    | Douglas Gresham                    | Hamvas Dániel   |
| 1994 | Veszélyes vizeken                     | The River Wild                 | Roarke Hartman                     | Molnár Levente  |
| 1995 | Irány a Mississippi!                  | The Cure                       | Dexter                             | Előd Álmos      |
| 1995 | Irány a Mississippi!                  | The Cure                       | Dexter                             | Szalay Csongor  |
| 1995 | Irány a Mississippi!                  | The Cure                       | Dexter                             | Ács Balázs      |
| 1995 | Három kívánság                        | Three Wishes                   | Tom Holman                         |                 |
| 1997 | Az elveszett világ: Jurassic Park     | The Lost World: Jurassic Park  | Tim Murphy (cameo)                 | Szőke András    |
| 1997 | Csillagkölyök                         | Star Kid                       | Spencer Griffith                   | Straub Norbert  |
| 1998 | Simon Birch, a kisember               | Simon Birch                    | Joe Wenteworth                     | Kováts Dániel   |
| 1998 |                                       | The New Adventures of Buratino | Buratino / Pinokkió (angol hangja) |                 |
| 2001 | Kergebirkák                           | Wooly Boys                     | Charles                            | Tóth Barna      |
| 2004 | Kisanyám – Avagy mostantól minden más | Raising Helen                  | Peter randipartnere                |                 |
| 2004 |                                       | The Hollow                     | Scott                              |                 |
| 2006 |                                       | The Sensation of Sight         | Tripp                              |                 |
| 2010 | Social Network – A közösségi háló     | The Social Network             | Dustin Moskovitz                   | Szvetlov Balázs |
| 2013 | G.I. Joe: Megtorlás                   | G.I. Joe: Retaliation          | Egér                               | Szatory Dávid   |
| 2013 |                                       | Dear Sidewalk                  | Gardner                            |                 |
| 2016 |                                       | Undrafted                      | Pat Murray                         |                 |
| 2018 | Bohém rapszódia                       | Bohemian Rhapsody              | John Deacon                        | Zámbori Soma    |

Rövidfilm

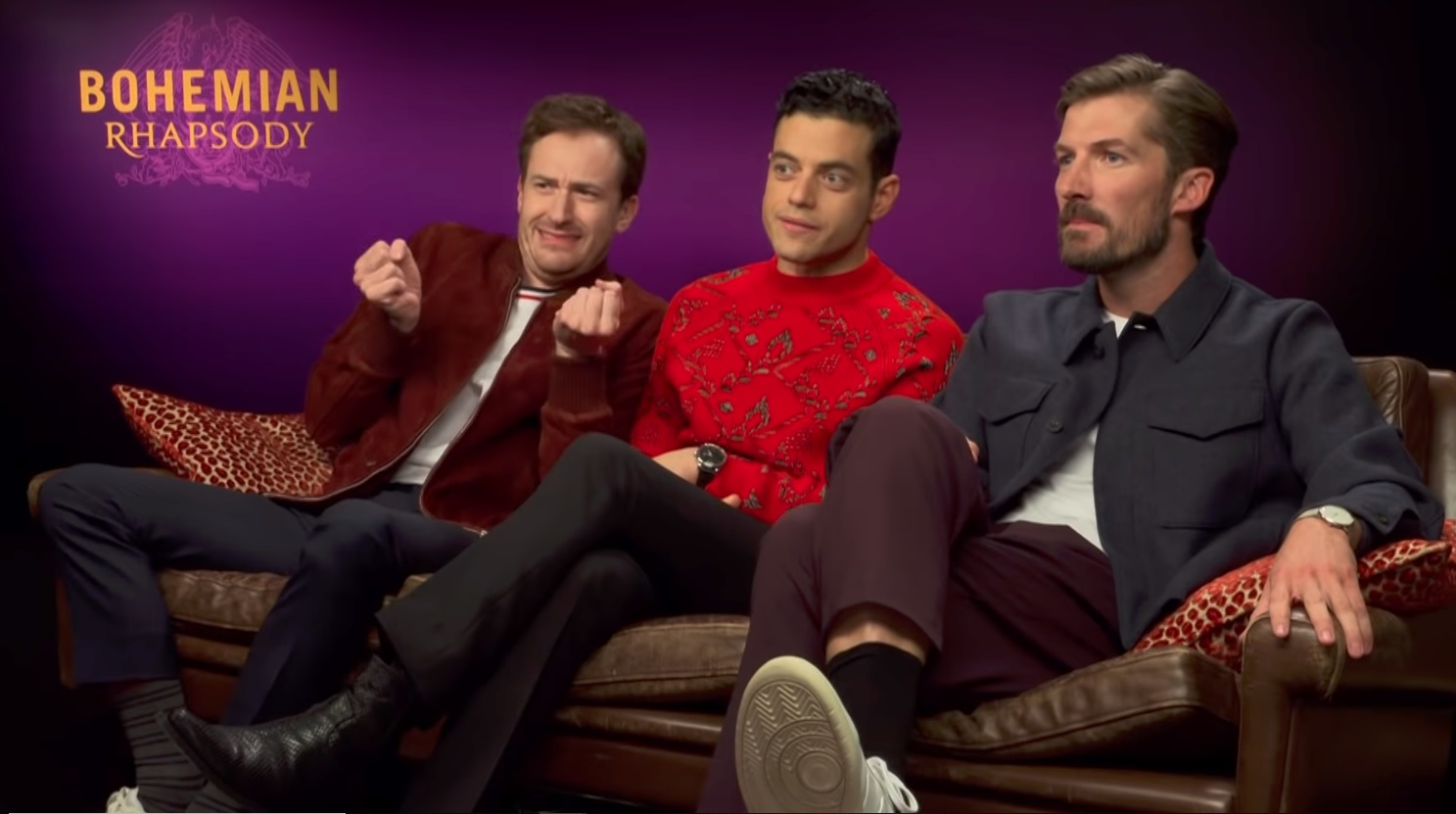
Mazzello Rami Malekkel és Gwilym Lee-vel a Bohém rapszódia 2018-as promócióján

- 2007: Matters of Life and Death – David Jennings (filmrendező és forgatókönyvíró)
- 2009: Beyond All Boundaries – Eugene B. Sledge
- 2011: Allison – Joe
- 2011: First Kiss – Derek

### Televízió
| Év   | Magyar cím                   | Eredeti cím                         | Szerep               | Megjegyzések                                               |
| ---- | ---------------------------- | ----------------------------------- | -------------------- | ---------------------------------------------------------- |
| 1990 |                              | Unspeakable Acts                    | Jason Harrison       | tévéfilm                                                   |
| 1992 |                              | Desperate Choices: To Save My Child | Willy Robbins        | tévéfilm                                                   |
| 1995 | Ketten a farmon              | A Father for Charlie                | Charlie              | - tévéfilm - magyar hangja: - Jelinek Márk                 |
| 2002 |                              | Providence                          | Tony                 | 2 epizód                                                   |
| 2003 | CSI: A helyszínelők          | CSI: Crime Scene Investigation      | Justin Lamond        | 1 epizód                                                   |
| 2004 | Nyomtalanul                  | Without a Trace                     | Sean Stanley         | 1 epizód                                                   |
| 2010 | The Pacific – A hős alakulat | The Pacific                         | Eugene Sledge        | - minisorozat (10 epizód) - magyar hangja: - Szatory Dávid |
| 2012 | Kóma                         | Coma                                | Geoffrey Fairweather | minisorozat (2 epizód)                                     |
| 2013 | A törvény embere             | Justified                           | Billy St. Cyr        | 3 epizód                                                   |
| 2014 | A célszemély                 | Person of Interest                  | Daniel Casey         | 2 epizód                                                   |
| 2016 | Sherlock és Watson           | Elementary                          | Griffin              | 1 epizód                                                   |
| 2021 |                              | Impeachment: American Crime Story   | Paul Begala          | visszatérő szerep                                          |

## Fordítás
- Ez a szócikk részben vagy egészben  a   Joseph Mazzello című angol Wikipédia-szócikk ezen változatának fordításán alapul.  Az eredeti cikk szerkesztőit annak laptörténete sorolja fel. Ez a jelzés csupán a megfogalmazás eredetét és a szerzői jogokat jelzi, nem szolgál a cikkben szereplő információk forrásmegjelöléseként.